# Medicament receptat
Un medicament receptat o medicament amb recepta mèdica (o medicament de prescripció o fàrmac receptat) és una forma farmacèutica que legalment requereix una recepta mèdica per ser dispensat. Per contra, els medicaments de venda lliure es poden obtenir sense recepta mèdica. La raó d'aquesta diferència està en el control de substàncies és la possibilitat potencial d'una mala utilització (en la venda lliure), com pot ser un abús de medicaments o prendre'l sense suficient educació o informació amb perill per la salut, o sense estar indicat o retardant un diagnòstic. Segons els països hi ha diferents definicions del que constitueix un medicament receptat, amb les conseqüències legals corresponents.